# Zapolžani
Zapolžani (makedonska: Заполжани) är en ort i Nordmakedonien. Den ligger i kommunen Dolneni, i den centrala delen av landet, 70 kilometer söder om huvudstaden Skopje. Zapolžani ligger 603 meter över havet och antalet invånare är 406.